# Трилесина
Триле́сина (бел. Трыле́сіна, пол. Trzylesino) — деревня в Сморгонском районе Гродненской области Белоруссии.
Входит в состав Жодишковского сельсовета.
Расположена в восточной части района на правобережьи реки Вилия. Расстояние до районного центра Сморгонь по автодороге — около 11 км, до центра сельсовета агрогородка Жодишки по прямой — чуть менее 16,5 км. Ближайшие населённые пункты — Завелье, Клиденяты, Колпея. Площадь занимаемой территории составляет 0,4110 км², протяжённость границ 7280 м.
Согласно переписи население Трилесины в 1999 году насчитывало 17 человек.
Через деревню проходит автомобильная дорога местного значения Н7824 Укропенка — Колпея — Трилесина.
К востоку от населённого пункта расположена территория геоморфологического заказника «Трилесина».